# Cliffs Esperance Tennis International 2010
Il Cliffs Esperance Tennis International 2010 (Australia F11 Futures 2010) è stato un torneo di tennis facente parte della categoria ITF Men's Circuit nell'ambito dell'ITF Men's Circuit 2010. Il torneo si è giocato a Esperance in Australia dall'8 al 14 novembre 2010 su campi in cemento.

## Vincitori

### Singolare
Sebastian Rieschick ha battuto in finale  Brydan Klein con il punteggio di 6–3, 6–4

### Doppio
Brydan Klein /  Nima Roshan hanno battuto in finale  Colin Ebelthite /  Adam Feeney con il punteggio di 6–3, 6–4